# Leo Sauer
Leo Sauer (* 16. prosince 2005) je slovenský profesionální fotbalista, který hraje na pozici křídla za nizozemský klub NAC Breda, kde je na hostování z Feyenoordu a za slovenský národní tým.

## Mládí
Sauer vyrůstal s rodiči v Bratislavě. Má staršího bratra Mária, který je také fotbalista, oba navštěvovali Střední sportovní školu v Žilině.

## Klubová kariéra
Svou fotbalovou kariéru začal v týmu Slovan Bratislava. V létě 2018 přestoupil do mládežnické akademie MŠK Žilina. Sauer debutoval ve slovenské 2. lize za Žilinu B 27. února 2022 proti FC Petržalka.
Sauer přišel do Feyenoordu původně na hostování z MŠK Žilina v roce 2022, ale v dubnu 2023 podepsal s nizozemským klubem tříletou profesionální smlouvu. 20. srpna 2023 debutoval za klub ve venkovním zápase proti Spartě Rotterdam, když nastoupil v poločase a v nastaveném čase vstřelil gól na 2:2, čímž zajistil klubu bod.
12. srpna 2024 odešel Sauer na sezónní hostování do NAC Breda.

## Reprezentační kariéra
Sauer hrál za slovenskou reprezentaci U19 po boku svého staršího bratra Mária Sauera. Oba byli vybráni do slovenského týmu do 20 let, který hrál na Mistrovství světa ve fotbale do 20 let 2023.
5. října 2023, když mu bylo pouhých 17 let, ho trenér Francesco Calzona povolal do slovenské seniorské reprezentace. 26. března 2024 se Sauer stal nejmladším hráčem v historii, který nastoupil za národní tým poté, co nastoupil jako náhradník v přátelském utkání proti Norsku.
V červnu 2024 byl zařazen do slovenského týmu pro Mistrovství Evropy ve fotbale 2024 v Německu. Na turnaji debutoval 21. června v zápase proti Ukrajině a stal se nejmladším slovenským hráčem v historii finálového turnaje.

## Statistiky

### Klubové
Platí k zápasu hranému 19. května 2024.
| Klub              | Sezóna            | Liga              | Liga   | Liga | Národní pohár | Národní pohár | Kontinentální | Kontinentální | Ostatní | Ostatní | Celkově | Celkově |
| Klub              | Sezóna            | Soutěž            | Zápasy | Góly | Zápasy        | Góly          | Zápasy        | Góly          | Zápasy  | Góly    | Zápasy  | Góly    |
| ----------------- | ----------------- | ----------------- | ------ | ---- | ------------- | ------------- | ------------- | ------------- | ------- | ------- | ------- | ------- |
| Žilina B          | 2021/22           | 2. liga           | 5      | 0    | —             | —             | —             | —             | —       | —       | 5       | 0       |
| Žilina            | 2022/23           | 1. liga           | 7      | 1    | 0             | 0             | —             | —             | —       | —       | 7       | 1       |
| Feyenoord         | 2023/24           | Eredivisie        | 13     | 2    | 0             | 0             | 2             | 0             | 0       | 0       | 15      | 2       |
| Celkově v kariéře | Celkově v kariéře | Celkově v kariéře | 25     | 3    | 0             | 0             | 2             | 0             | 0       | 0       | 27      | 3       |

## Úspěchy
Feyenoord
- Johan Cruyff Shield: 2024